# 內拉峽谷-貝烏什尼察國家公園
44°55′30″N 21°48′07″E / 44.925°N 21.802°E

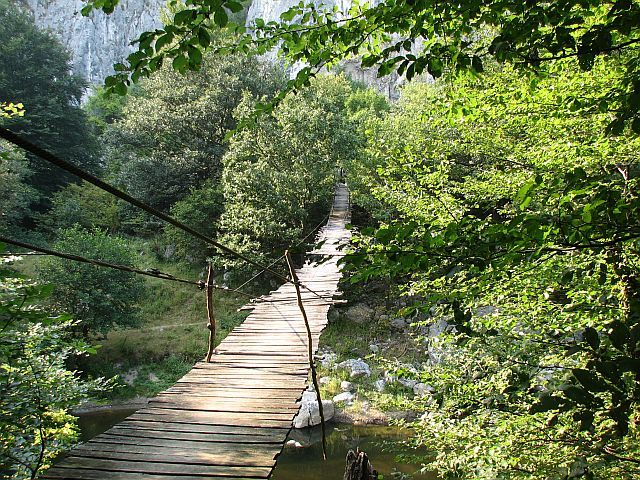

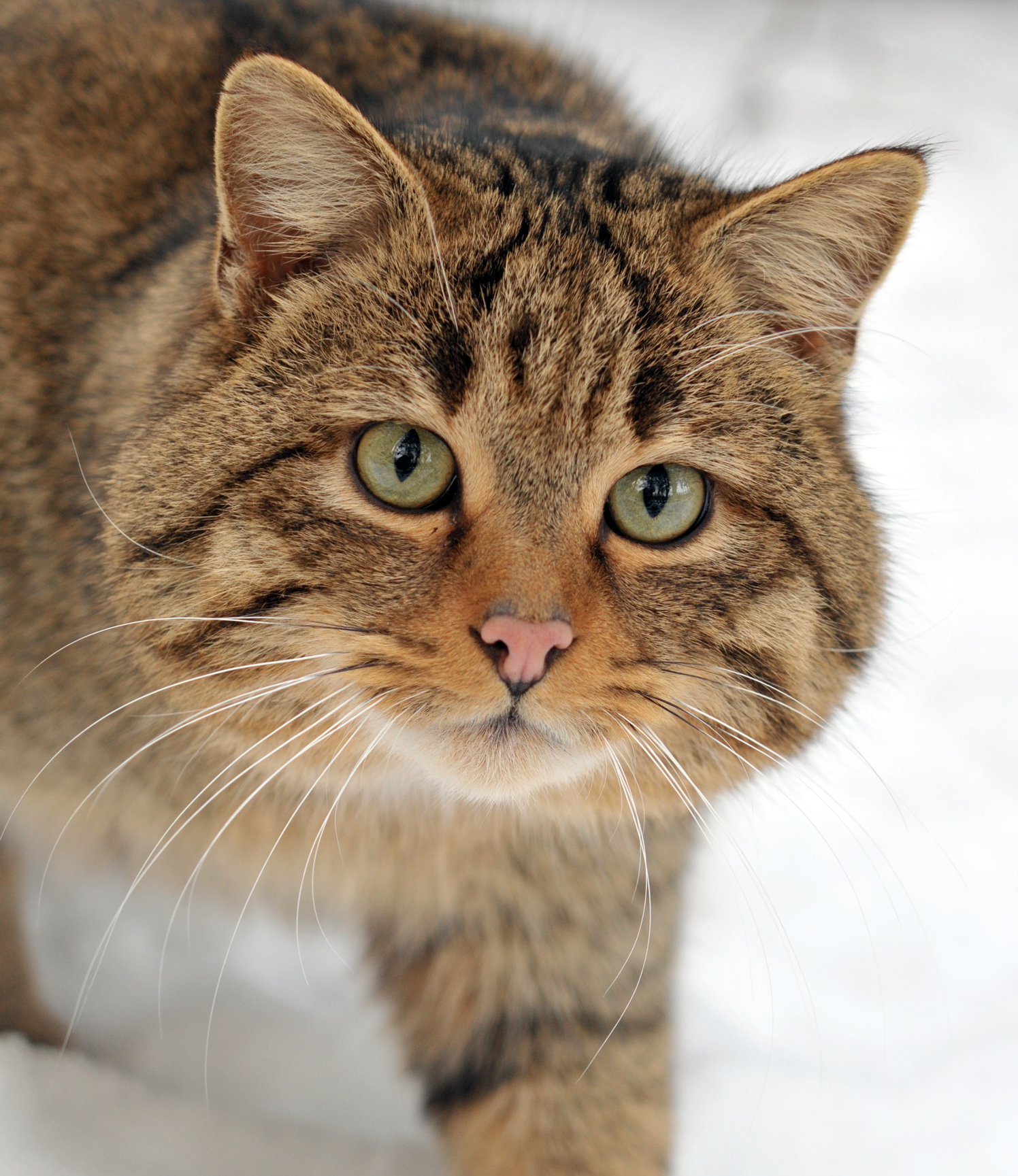

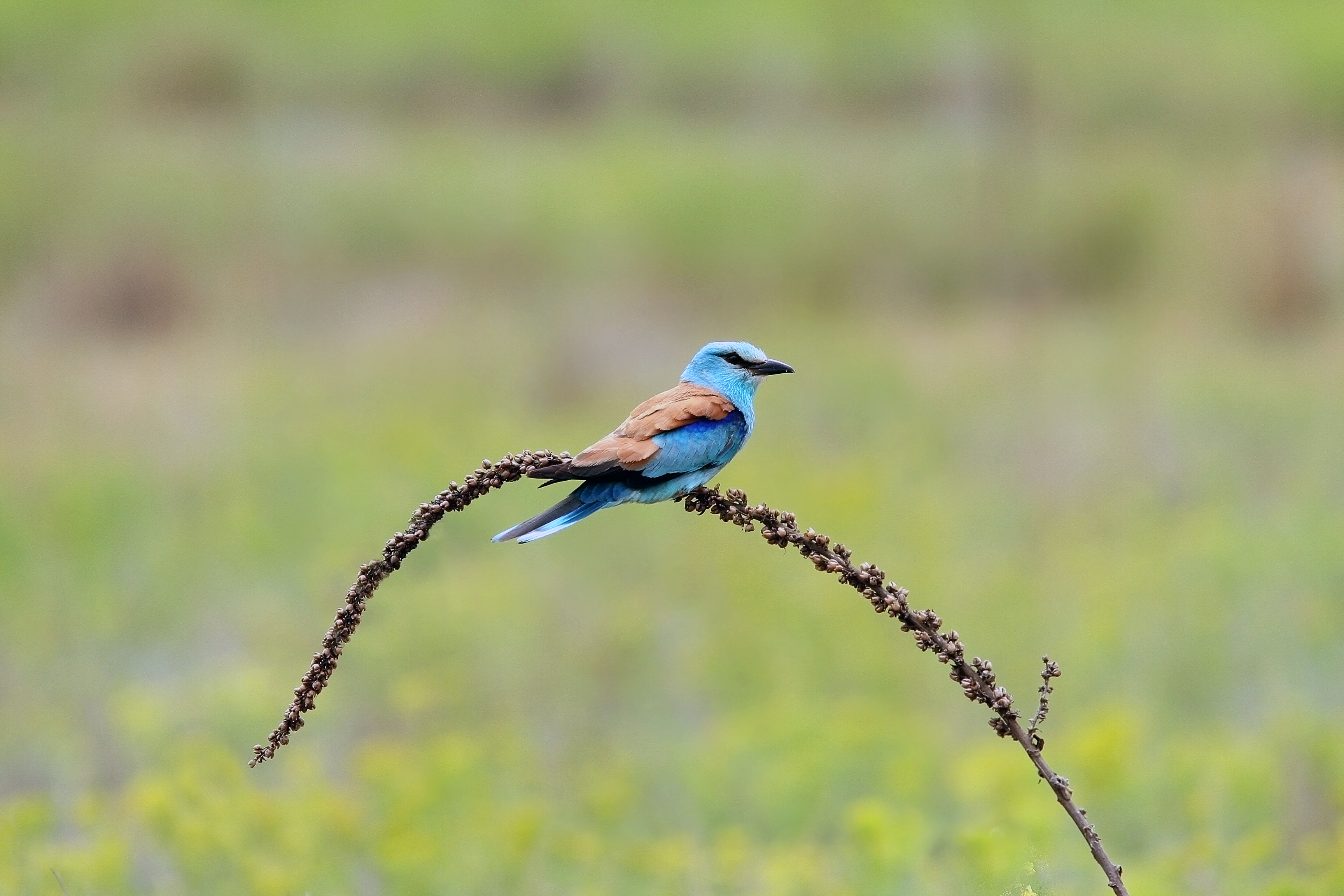

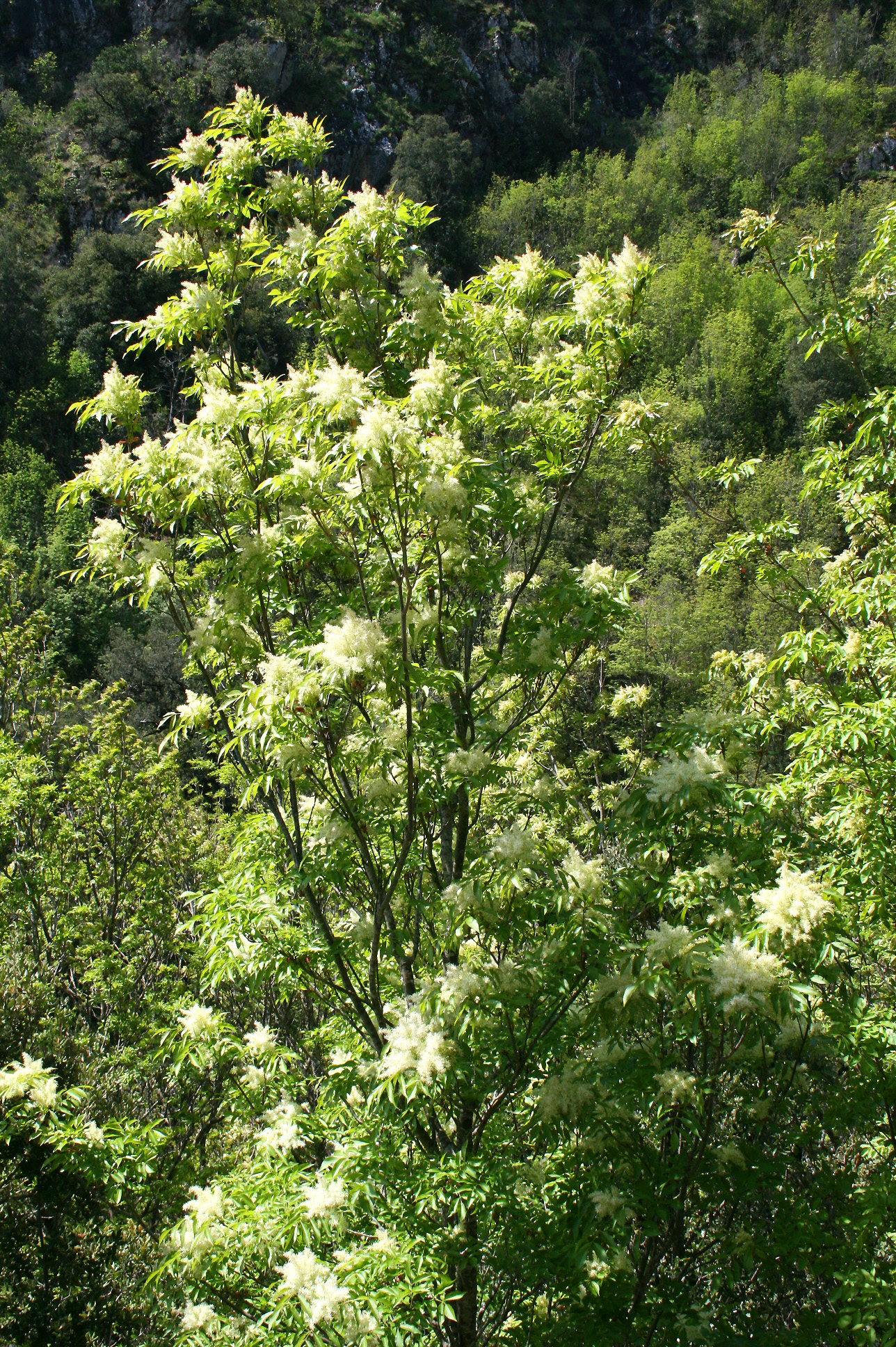

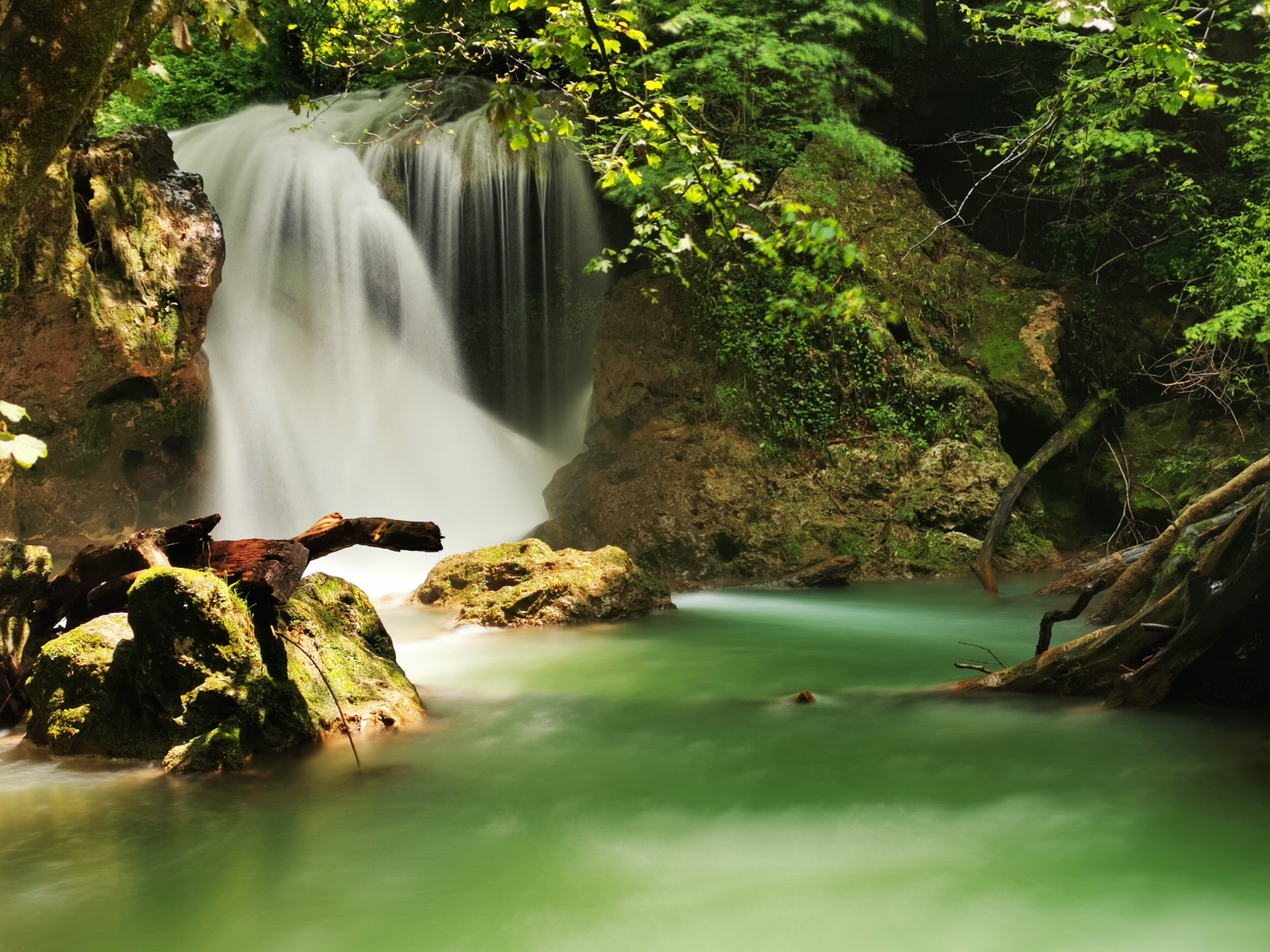

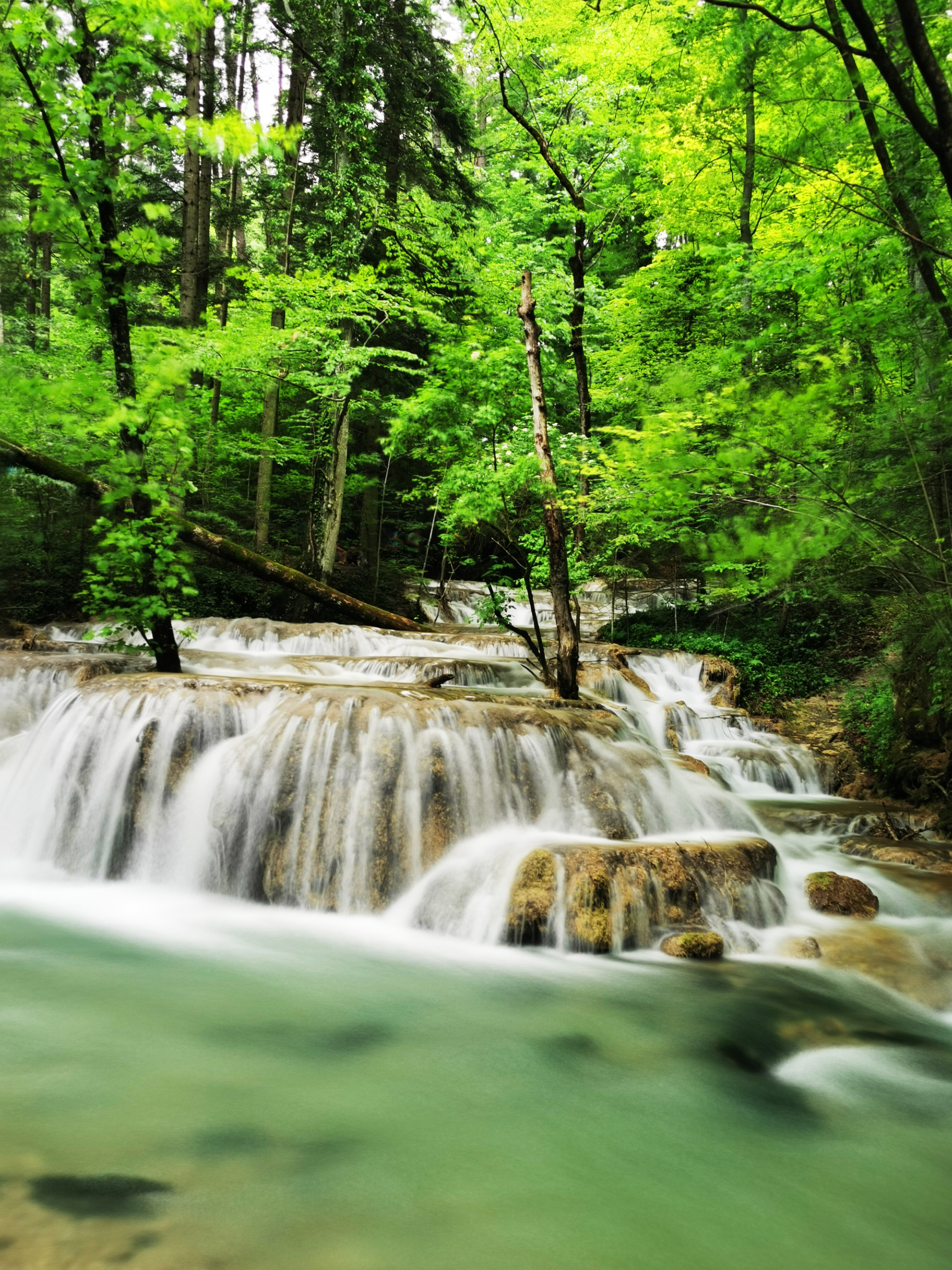

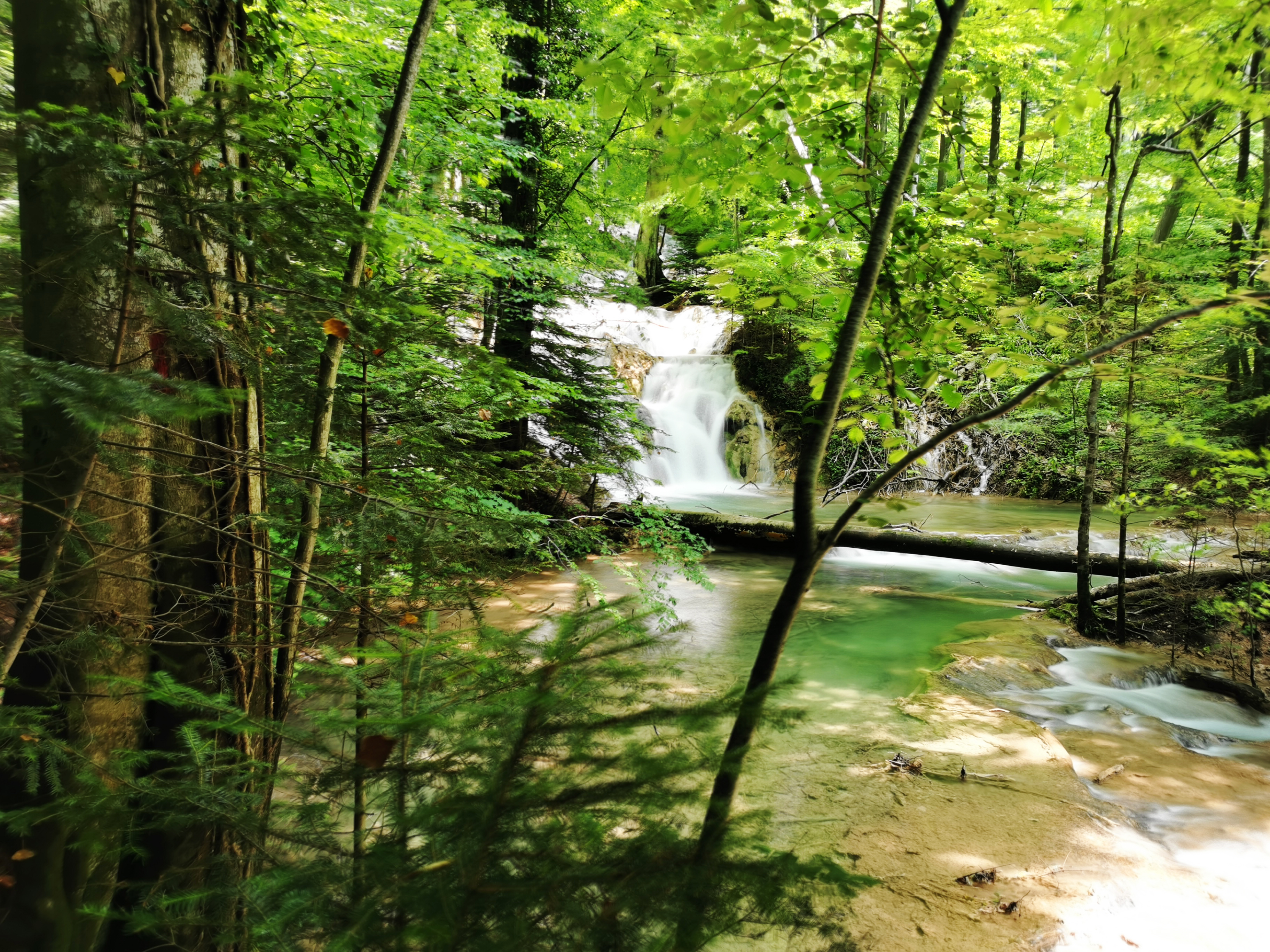

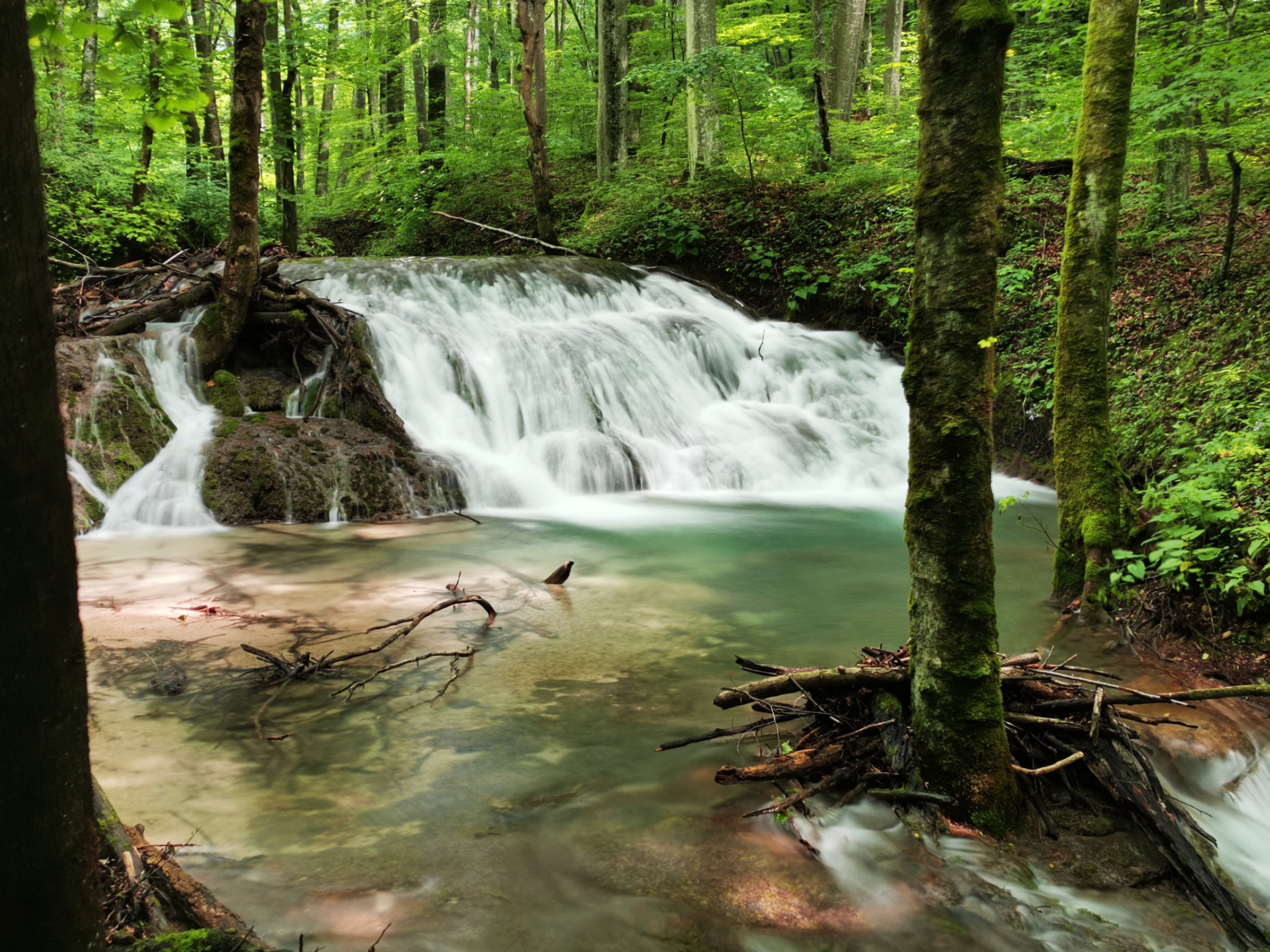

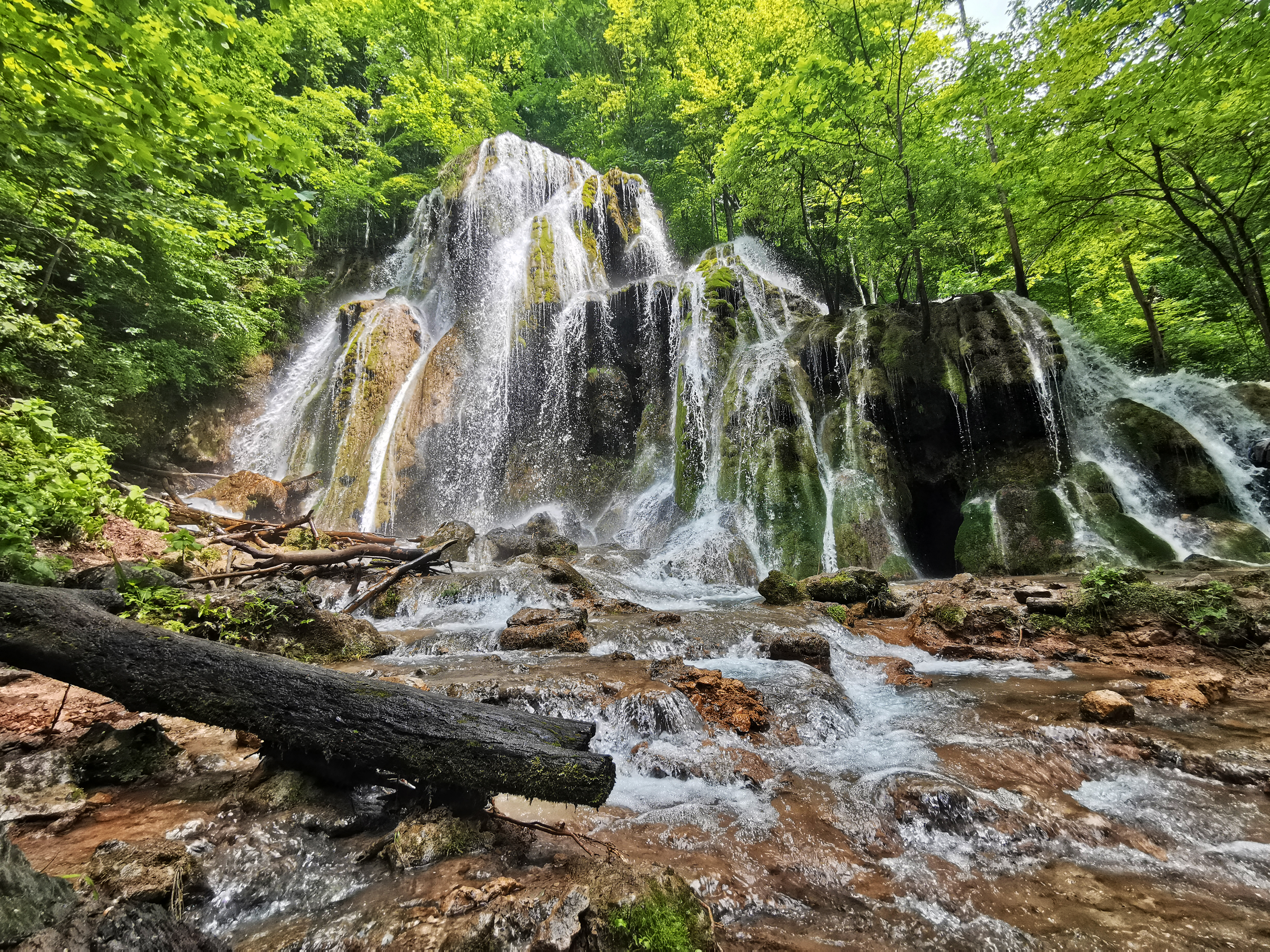

內拉峽谷-貝烏什尼察國家公園是羅馬尼亞的國家公園，位於該國西南部卡拉什-塞維林縣，成立於2000年4月12日，面積368平方公里，有山峰、冰斗、冰隙、洞穴、谷地、峽谷、瀑布等地貌。